# 心果囊瓣芹
心果囊瓣芹（学名：Pternopetalum cardiocarpum）是伞形科囊瓣芹属的植物，为中国的特有植物。分布于中国大陆的西藏、四川、云南等地，生长于海拔2,800米至4,000米的地区，多生长在山沟以及河边丛林中，目前尚未由人工引种栽培。